# کارلوس گوتیرز (بازیکن فوتبال اسپانیا)
کارلوس گوتیرز (انگلیسی: Carlos Gutiérrez؛ زادهٔ ۴ نوامبر ۱۹۹۱) بازیکن فوتبال اهل اسپانیا است.
از باشگاه‌هایی که در آن بازی کرده‌است می‌توان به باشگاه فوتبال لگانس و باشگاه فوتبال لاس پالماس اشاره کرد.